# Haselbrunn (Pullenreuth)

Haselbrunn mit Blick auf Kösseine und Neusorg

Haselbrunn ist ein Gemeindeteil der Gemeinde Pullenreuth im Landkreis Tirschenreuth, Regierungsbezirk Oberpfalz, Bayern. Das Dorf liegt auf ca. 600 m ü. NHN und hat ca. 100 Einwohner. 
Haselbrunn liegt auf einem Bergrücken. Die Straße durch Haselbrunn führt weiter nach Neuköslarn. Nachbardörfer sind Lochau, Kautzenhof und Neuköslarn. 

## Geschichte
Die erste Erwähnung erfolgte 1396 im Leuchtenberger Lehenbuch. Dort wird berichtet, Rudlin Perncolo habe „zwen hof zu Haselbrunnen“. Eine noch frühere Erwähnung erfolgte um 1200 vom Kaplan Pullenreuths, der schrieb, dass Haselbrunn ein Drittel des Großzehnt und den gesamten Kleinzehnt an den Kaplan zu liefern habe. 1443 empfing Paul von Hirschberg den Zehnt von Haselbrunn als Lehen von den Pfalzgrafen. Der nächste Besitzerwechsel erfolgte 1483, Paul Puchfelder erhielt zwei Höfe in Haselbrunn. Die ersten Informationen zur Größe des Dorfes kann man dem Steuerbuch 1714 entnehmen: „Haselprun 1 Gut underm dorf Lochaw; 4 Rinder“. 

Die Lebensverhältnisse in Haselbrunn müssen ziemlich schlecht gewesen sein, was ein Brief aus Amerika eines Auswanderers aus Haselbrunn belegt:

„Liber Bruder und Schwägerin

Deinen Brif vom 26. September 1886 haben wir erhalten und darin gesehen das nicht besser geworten ist bei eug seid 1881 wie ig bei eig war. Wendu selbiges mal alles verkauft hättest und mit mir nag Amerika gereist wärst glaube selber das du heute besser dran wärst als in Deitschland. Ig sehe auch in deinen Brif das du deiner Johann das Anwesen übergeben wolltst aber bald 15 Hundert Gulden Schulden. Da ist keine Aussigt für deine Togter und auch nicht für dig und besonders für deine Katharina schreibe alle genau von a bis zum z den auszufinden ob nigt besser war mit deiner ganzen Familie nag Amerika zu kommen […]“